# Red Oak (Iowa)
Red Oak è una città degli Stati Uniti d'America, situata nello Stato dell'Iowa, nella Contea di Montgomery, della quale è il capoluogo.